# 埼玉県道368号飯積向古河線
埼玉県道368号飯積向古河線（さいたまけんどう368ごう いいづみむかいこがせん）は、埼玉県加須市にある県道である。

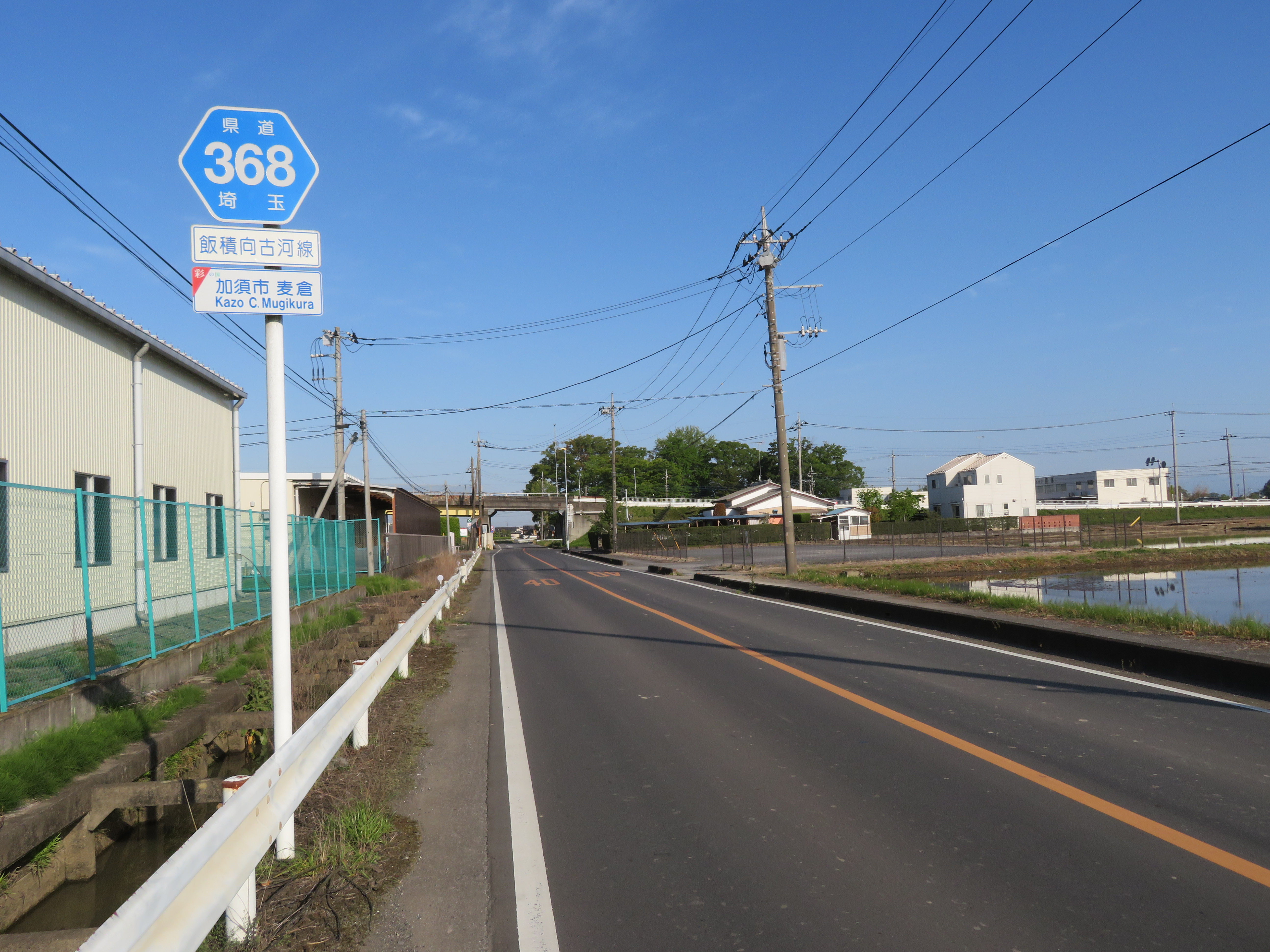
加須市麦倉付近

## 路線概要
- 距離：-km
- 起点：埼玉県加須市麦倉（埼玉県道369号麦倉川俣停車場線交点）
- 終点：埼玉県加須市向古河（埼玉県道46号加須北川辺線交点）

## 通過する自治体
- 埼玉県
  - 加須市

## 交差する道路
- 埼玉県道46号加須北川辺線：（加須市麦倉）
- 国道354号（新三国橋）：（加須市向古河）

## 周辺
- 東武日光線新古河駅
- 加須市立北川辺東小学校
- 合の川防災ステーション